# Teatro di Cina-Birmania-India

Il simbolo del Teatro di Cina-Birmania-India con il sole del Kuomintang cinese, una stella della Bandiera degli Stati Uniti d'America e le strisce bianche e rosse di rimando non solo alla bandiera americana ma anche a quella britannica

Teatro di operazioni di Cina-Birmania-India (CBI), in inglese China Burma India Theater, fu la designazione data da parte delle Forze armate degli Stati Uniti durante la seconda guerra mondiale all'insieme dei teatri militari situati tra la Repubblica di Cina, lo Stato di Birmania e in generale il Sud-est asiatico e l'India britannica, dove le forze alleate statunitensi, cinesi e britanniche-indiane combattevano contro il comune nemico giapponese e i suoi alleati. 
De iure il comando delle forze alleate (incluse quelle statunitensi) in questa zona di guerra era sotto la responsabilità del Comandante supremo alleato per l'Asia sud-orientale o la Cina, ma de facto il comando era tenuto dal generale Joseph Stilwell, capo delle forze statunitensi in Cina. Il teatro di Cina-Birmania-India non fu mai uno dei teatri prediletti dal Comando Supremo Alleato, per via della sua marginalità e soprattutto perché nell'Oceano Pacifico si combatteva la ben più importante Guerra del Pacifico. Infatti per tre anni di guerra, dal 1942 al 1944, vi fu per la maggior parte una situazione di stallo o offensive inconcludenti e soltanto nell'ultima fase della guerra nel biennio 1944-1945 le forze anglo-cino-statunitensi poterono passare alla piena controffensiva contro l'Esercito imperiale giapponese negli ambiti della seconda guerra sino-giapponese e della campagna della Birmania, senza però che le forze giapponesi risultassero mai pienamente sopraffatte a differenza di quanto avveniva sul fronte del Pacifico. 
Tra le unità alleate impiegate  nel Teatro di Cina-Birmania-India vi furono la Chinese Expeditionary Force, le Tigri Volanti, il 1st Special Operations Wing e i Merrill's Marauders.